# Liga Leumit 1958-1959
La Liga Leumit 1958-1959 è stata la 19ª edizione della massima serie del campionato israeliano di calcio.
Presero parte al torneo 12 squadre, che si affrontarono in un girone all'italiana con partite di andata e ritorno. Per ogni vittoria si assegnavano due punti e per il pareggio un punto.
L'ultima classificata sarebbe stata retrocessa in Liga Alef, mentre da quest'ultima sarebbe stata promossa la prima classificata.
La vittoria arrise all'Hapoel Petah Tiqwa, che, dopo tre secondi posti consecutivi, riuscì a bissare il successo del 1954-1955.
Capocannoniere del torneo fu Aharon Amar, del Maccabi Haifa, con 17 goal.

## Squadre partecipanti
| Club                | Città       |
| ------------------- | ----------- |
| Beitar Tel Aviv     | Tel Aviv    |
| Hapoel Gerusalemme  | Gerusalemme |
| Hapoel Haifa        | Haifa       |
| Hapoel Kfar Saba    | Kfar Saba   |
| Hapoel Petah Tiqwa  | Petah Tiqwa |
| Hapoel Ramat Gan    | Ramat Gan   |
| Hapoel Tel Aviv     | Tel Aviv    |
| Maccabi Giaffa      | Giaffa      |
| Maccabi Haifa       | Haifa       |
| Maccabi Netanya     | Netanya     |
| Maccabi Petah Tiqwa | Petah Tiqwa |
| Maccabi Tel Aviv    | Tel Aviv    |

## Classifica finale
|                     | Pos. | Squadra             | Pt | G  | V  | N | P  | GF | GS | DR  |
| ------------------- | ---- | ------------------- | -- | -- | -- | - | -- | -- | -- | --- |
| Campione di Israele | 1.   | Hapoel Petah Tiqwa  | 33 | 22 | 13 | 9 | 0  | 49 | 18 | +31 |
|                     | 2.   | Hapoel Haifa        | 31 | 22 | 15 | 3 | 4  | 46 | 23 | +23 |
|                     | 3.   | Maccabi Tel Aviv    | 30 | 22 | 13 | 5 | 4  | 38 | 19 | +19 |
|                     | 4.   | Maccabi Haifa       | 29 | 22 | 14 | 1 | 7  | 47 | 24 | +23 |
|                     | 5.   | Maccabi Giaffa      | 24 | 22 | 10 | 4 | 8  | 33 | 28 | +5  |
|                     | 6.   | Maccabi Petah Tiqwa | 23 | 22 | 10 | 3 | 9  | 27 | 30 | -3  |
|                     | 7.   | Hapoel Tel Aviv     | 19 | 22 | 6  | 7 | 9  | 29 | 32 | -3  |
|                     | 8.   | Hapoel Ramat Gan    | 19 | 22 | 6  | 7 | 9  | 26 | 36 | -10 |
|                     | 9.   | Maccabi Netanya     | 19 | 22 | 7  | 5 | 10 | 22 | 36 | -14 |
|                     | 10.  | Hapoel Gerusalemme  | 16 | 22 | 5  | 6 | 11 | 17 | 32 | -15 |
|                     | 11.  | Beitar Tel Aviv     | 13 | 22 | 2  | 9 | 11 | 20 | 47 | -27 |
|                     | 12.  | Hapoel Kfar Saba    | 8  | 22 | 3  | 2 | 17 | 21 | 50 | -29 |

## Verdetti
- Hapoel Petah Tiqwa campione di Israele 1958-1959
- Hapoel Kfar Saba retrocesso in Liga Alef 1959-1960
- Bnei Yehuda promosso in Liga Leumit 1959-1960